# Gryllotalpa
A Gryllotalpa a rovarok (Insecta) osztályának az egyenesszárnyúak (Orthoptera) rendjébe, ezen belül a lótücsökfélék (Gryllotalpidae) családjába tartozó nem.

## Rendszerezés
A nembe az alábbi fajok tartoznak:
- Gryllotalpa major (Amerikai Egyesült Államok)
- Gryllotalpa brachyptera (Ausztrália)
- lótücsök (Gryllotalpa gryllotalpa) (Európa)
- Gryllotalpa orientalis (Ázsia)